# Цишанг, Хайнер
Хайнер Цишанг (нем. Heiner Zieschang; 12 ноября 1936, Киль, Германия — 5 апреля 2004, Бохум, Германия) — немецкий математик.
Обучался в Гамбурге и Гёттингене в 1956—1961. C 1968—2002 — профессор Рурского университета в Бохуме. В 1996 он был избран почётным доктором университета в Тулузе и в 1997 — почётным профессором Московского государственного университета.
Основные работы в области топологии.
Цишанг участвовал в работе группы математиков писавших коллективные труды под псевдонимом «Бото фон Кверенбург» аналогично знаменитой группе Николя Бурбаки.
Принял большое участие в создании Русско-Германского института науки и культуры МГУ.

## Работы на русском языке
- Цишанг Х., Фогт Э., Колдевай Д. Поверхности и разрывные группы -М.:Наука,1988
- Цишанг Х. Минимальные геодезические тора с дыркой http://mi.mathnet.ru/izv/50/5/1097  //Изв. АН СССР. Сер. матем., 1986, 50:5, 1097–1105
- Фоменко А.Т., Цишанг Х. Топологический инвариант и критерий эквивалентности интегрируемых гамильтоновых систем с двумя степенями свободы http://mi.mathnet.ru/izv/54/3/546  // Изв. АН СССР. Сер. матем., 1990, 54:3, 546–575
- Фоменко А.Т., Цишанг Х. О типичных топологических свойствах интегрируемых гамильтоновых систем // Изв. АН СССР. Сер. матем., 1988, 52:2, 378–407
- Коллинз Д., Цишанг Х. Комбинаторная теория групп и фундаментальные группы // Итоги науки и техн. Сер. Соврем. пробл. мат. Фундам. направления, 58 (1990), 5–190.